# カプコン ファイティング コレクション
『カプコン ファイティング コレクション』（Capcom Fighting Collection）は、カプコンの対戦型格闘ゲームや対戦型パズルゲームを10作収録したオムニバスソフト。
2022年6月24日にWindows 10対応PC（Steam）、PlayStation 4、Nintendo Switch、Xbox One用にダウンロード専用として配信され、そのうちPS4版とSwitch版はパッケージ版としても販売された。本作単体の通常版の他に、本作と『ストリートファイター 30th アニバーサリーコレクション インターナショナル』がセットになった『ファイティング レジェンズ パック』も発売。
全タイトルが同一機種版とのオンライン対戦プレイに対応している他、ミュージアムではイラストやBGMが視聴可能となっている。

## 追加要素
基本的にはアーケード版の完全移植なので過去の家庭用移植版で追加された独自要素はほとんど収録されていないが、『ヴァンパイア』でフォボスとパイロンを使用可能に出来たり、『ヴァンパイアセイヴァー』で朧ビシャモンを使用可能するゲーム設定が追加されているなど、一部例外がある。
逆に『ヴァンパイアハンター2』と『ヴァンパイアセイヴァー2』の隠しエンディング（モリガンとリリスのヌードシーン）は削除されている。さらに国外版『ポケットファイター』のダンのエンディングの文章も変更されている。

## 収録タイトル
★は家庭用初移植タイトル。●は『カプコンアーケードスタジアム』、○は『カプコンアーケード2ndスタジアム』に収録されたタイトル。
『ヴァンパイアハンター2』と『ヴァンパイアセイヴァー2』以外は日本語版と英語版を選択可能。
- ヴァンパイアシリーズ
  - ヴァンパイア The Night Warriors ○
  - ヴァンパイアハンター Darkstalkers' Revenge ○
  - ヴァンパイアセイヴァー The Lord of Vampire ○
  - ヴァンパイアハンター2 Darkstalkers’Revenge
  - ヴァンパイアセイヴァー2 The Lord of Vampire
- サイバーボッツ Fullmetal Madness ●
- スーパーパズルファイターIIX ○
- ポケットファイター ○
- ハイパーストリートファイターII The Anniversary Edithion ○
- ウォーザード ★

## カプコンアーケードスタジアムとの違い
同年7月22日に配信の『カプコンアーケード2ndスタジアム』とは収録タイトルの6作品が重複しているが、『2ndスタジアム』はパッケージ販売はせずにダウンロード販売のみであり、ユーザーが全31タイトルをまとめて購入する以外に1タイトル毎に購入することも可能となっており、本作とは販売形式が異なっている。
本作はオンライン対戦プレイやトレーニングモードが存在する一方で、アーケードスタジアムシリーズにあるプレイ巻き戻し機能は存在しない。本作の早期購入特典として『カプコンアーケード2ndスタジアム』で『ワンダー3』がダウンロード出来るコードが配布されている。